# Mino Pasquini
Mino Pasquini (nacido el 15 de julio de 1910 en Follonica, Italia) fue un jugador y entrenador de baloncesto italiano. Consiguió 2 medallas de plata con Italia, en el Eurobasket de Letonia 1937 como jugador y en el de Suiza 1946 como seleccionador.

## Palmarés
- LEGA: 5

Ginnastica Roma: 1931, 1933, 1935
Olimpia Milano: 1937-1938, 1938-1939
- Datos: Q1112174
- Multimedia: Mino Pasquini / Q1112174